# Cydosia
Cydosia  là một chi bướm đêm thuộc họ Erebidae. Chúng là thành viên duy nhất của tông Cydosiini trong phân họ Acontiinae. Chi này được tìm thấy từ Argentina dọc theo Andes tới Vùng Caribe và Trung Mỹ, reaching vào tới các bang miền nam của Hoa Kỳ.

## Các loài
- Cydosia aurivitta Grote & Robinson, 1868
- Cydosia curvinella Guenée, 1879
- Cydosia garnotella Guenée, 1879
- Cydosia hyva Jones, 1912
- Cydosia mimica Walker, 1866
- Cydosia nobilitella Cramer, [1779]
- Cydosia primaeva Draudt, 1927
- Cydosia punctistriga Schaus, 1904
- Cydosia rimata Draudt, 1927
- Cydosia tessellatilla Strecker, 1899